# Яхадут ха-Тора
Яхаду́т ха-Тора́ (ивр. יהדות התורה‎, «Объединенный иудаизм Торы») — единый список израильских ультра-ортодоксальных политических партий, блок двух религиозных партий: Агудат Исраэль и Дегель ха-Тора. Блок «Яхадут ха-Тора» был создан в 1992 году.

## Идеология
«Яхадут ха-Тора» представляет собой блок двух ультраортодоксальных партий, Агудат Исраэль и Дегель ха-Тора, которые впервые представили общий список на выборах в Кнессет в 1992 году, и заняли 4 места в кнессете. На выборах 1999 года «Яхадут ха-Тора» получила пять мест в кнессете. «Яхадут ха-Тора» старается сохранить статус-кво в отношении вопросов религии и государства в Израиле. На основе платформы партий их задачей является решать в духе Торы и заповедей любой вопрос, стоящий на повестке дня в жизни народа Израиля. Партия представляет ортодоксальную общину ашкеназских евреев и стремится поддерживать её интересы в экономическом и законодательном плане, а также предотвращать дискриминацию религиозных евреев в Израиле.
Духовными лидерами Дегель ха-Тора являются литовские раввины — Йосеф Шалом Эльяшив (умер в июле 2012 года) и Аарон Йеуда Лейб Штейнман (умер в канун Хануки, в декабре 2017 года). Духовные лидеры Агудат Исраэль — ребе из Гур, Яаков Арье Альтер, ребе из Вижниц, Белз и других хасидских дворов. Высшим органом Яхадут ха-Тора является Совет знатоков Торы (ивр. מועצת גדולי התורה‎) (также Совет великих знатоков Торы).

## Формирование партии
Блок «Яхадут ха-Тора» был сформирован двумя политическими партиями:
- Агудат Исраэль («Союз Израиля») — иудейская ортодоксальная организация; основана в Катовице, Польша, в 1912 году. Организация поддерживается основными течениями ортодоксального иудаизма по всему миру (с 1980 представляет движение в Израиле, в основном хасидские течения);
- Дегель ха-Тора («Знамя Торы») — партия была создана раввином Элиэзер-Менахемом Шахом к выборам в Кнессет двенадцатого созыва (1988). Партия представляет последователей литовского направления, и решение о её создании было принято вследствие того, что литовская общественность не имела достаточного количества представителей в Агудат Исраэль. В результате выборов 1988 года партия получила 34 279 голосов, что дало ей два места в Кнессете. Дегель ха-Тора присоединилась к правительству национального единства без портфеля.

## Раскол 2004 года
В январе 2004 года, после решения присоединиться к коалиции Ариэля Шарона, принятого раввином Эльяшивом, в партии произошел раскол на две группировки. Раввин Эльяшив настаивал, чтобы депутаты выдержали трехмесячный «период ожидания» перед вступлением в должность в правительстве. Раввин Яаков Арье Альтер, возглавляющий Герскую хасидскую династию, полагал, что все члены Агудат Исраэль должны вступить в должность незамедлительно. Члены кнессета от Агудат Исраэль аргументировали это тем, что они должны выполнять волю своих раввинов, а коллеги из Дегель ха-Тора обвинили их в неуважении к раввину Эльяшиву. В итоге депутаты кнессета от Агудат Исраэль приступили к работе, а депутат Яаков Лицман занял должность председателя финансовой комиссии кнессета. Это привело в ярость депутатов от Дегель ха-Тора, и они вышли из блока «Яхадут ха-Тора», разорвав двенадцатилетнее сотрудничество.

## Предварительное объединение
В декабре 2005 года состоялась встреча между представителями двух фракций, чтобы сгладить накал страстей прошлого года и попытаться перегруппировать блок перед выборами в Кнессет в марте 2006 года. Был решен ряд вопросов, например, общий список был поделен поровну, несмотря на то, что в прошлом Агудат Исраэль имела больше голосов, чем Дегель ха-Тора. Фракция Дегель ха-Тора была полностью реорганизована. Был оборудован современный офис блока на улице ха-Мабит в пригороде Иерусалима — Геуле. В декабре 2005 года был проведен первый за последние 15 лет партийный съезд.

## Единство в2006 году
В начале февраля 2006 года Агудат Исраэль и Дегель ха-Тора пришли к решению идти на выборы в Кнессет вместе, как объединение «Яхадут ха-Тора», несмотря на тот факт, что вопрос о спорном «шестом месте» остался нерешенным. Обе фракции наконец пришли к компромиссу разделить шестое место между двумя представителями по скользящему графику.
Это решение сгладило противоречия между соответствующими группами и проложило путь к восстановлению единого списка на выборах 2006 года, хотя многих раздражало, что снова пришлось пожертвовать частью своего представительства.
Один из депутатов кнессета от «Яхадут ха-Тора» заявил журналистам, что любое решение о будущем присоединении к правительственной коалиции будет зависеть от получения блоком двух «центральных должностей», которые будет поделены между Агудат Исраэль и Дегель ха-Тора. Кроме того, во избежание проблем, которые привели к расколу в 2004 году, разногласия по поводу присоединения к коалиции будет определяться не простым большинством голосов депутатов, а решениями, принятыми раввинами из лидеров партий.